# وليام ويبر
وليام ويبر (بالإنجليزية: William Whipper)‏ (22 فبراير 1804 - 9 مارس 1876) كان من الأمريكيين الأفارقة ومن الإبطاليين. كان ويبر رجل أعمال ناجح لعب دورًا رئيسيًا كمصلح في الحركة المناهضة للعبودية. دعا إلى اللاعنف وشارك في تأسيس الجمعية الأمريكية للإصلاح الأخلاقي، وهي منظمة أمريكية إفريقية إبطالية. يجسد وليام ويبر الازدهار الفريد الذي حققه الشماليون ذوو البشرة السوداء في منتصف القرن التاسع عشر.

## النشأة
ولد في 22 فبراير عام 1804، في بلدة درومور، مقاطعة لانكستر، بنسيلفانيا، لخادمة منزل أمريكية إفريقية من الرقيق ومالكها ذي البشرة البيضاء. كان لوليام أشقاء هم ألفريد وبنجامين وهانا زوجة ستيفن بورنيل وماري آن زوجة جيمس بيرنز هولينسوورث.
بعد انتقاله إلى فيلادلفيا في عشرينيات القرن التاسع عشر، بدأ يركز طاقاته على مساعيه التجارية. في عام 1834 افتتح متجر بقالة للعمل الحر ودعم الاعتدال. كان دعمه لحركة الاعتدال مدفوعًا بتأثير الخمور المدمر على إفريقيا والاعتقاد بأن استهلاك الكحول كان عاملًا مساهمًا في بيع الأفارقة لشعبهم كرقيق. بالتزامن مع دعمه لحركة الاعتدال، بدأ ويبر مشاركته بنشاط في حركة مناهضة العبودية أيضًا.

## مهنته
في عام 1835 انتقل ويبر إلى كولومبيا، بنسيلفانيا، مع زميله ذي البشرة البيضاء ستيفن سميث. أنشأ الاثنان أحد مخازن بيع الخشب الرئيسية في الولاية وحصلا على ثروة كبيرة مستعرضين أهمية الحرية في الشمال. استخدم ويبر ثروته المكتسبة حديثًا لمواصلة نضاله الشخصي من أجل الإصلاح الأخلاقي وحركة الإبطال. كرّس أمواله لصالح حركة مناهضة العبودية من خلال مساعدة الرقيق الهاربين إلى الشمال. شارك أيضًا في المعهد الفيلوماثي في فيلادلفيا، وهي منظمة أدبية تضم فردريك دوغلاس وتشارلز بورلي بورفيس وميفلين ويستار غيبس وإيزايا وير. تزوجت شقيقته ماري آن من جيمس هولينسوورث واستقرت في دريسدن، في أونتاريو، كندا، وهي الوجهة النهائية على السكك الحديدية تحت الأرض. كان كل من ماري آن وجيمس مشرفين على استثمارات وليام ويبر في دريسدن. عمل وليام ويبر على تشغيل محطة سكة حديدية رئيسية تحت الأرض وقدم مأوى للرقيق في المقام الأول من فرجينيا وماريلاند، ونقلهم جزئيًا في عربات السكك الحديدية التي يملكها.

## عقيدتة ومساهماته في الحركة الإبطالية والمناهضة للعبودية
كانت أيديولوجية ويبر بشأن مكافحة العبودية فريدة ومعقدة. استندت إحدى مبادئه الرئيسية على الإصلاح الأخلاقي. يشير الإصلاح الأخلاقي إلى الفكرة القائلة بأن حركة الإبطال «كانت بمثابة أداة للتحقق من الأحكام الشريرة على ذوي البشرة السوداء والمبادئ الأخلاقية المغروسة».
اعتقد ويبر في البداية أن تحيز ذوي البشرة البيضاء ضد الأمريكيين ذوي البشرة السوداء نابع من الحالة التي عاش فيها ذوو البشرة السوداء، وليس فقط لون بشرتهم. من أجل التغلب على حالتهم، قال ويبر إنه «يجب على ذوي البشرة السوداء السود تحسين أوضاعهم العقلية والاقتصادية والأخلاقية. من خلال إجراء مثل هذه التحسينات، سيصبح ذوو البشرة السوداء متوافقين مع مستويات المعيشة البيضاء، ما يسهل من تحقيق التقبل الاجتماعي».
يوجد عنصر رئيسي آخر في أيديولوجية ويبر كان متجذرًا في فكرة اللاعنف والإقناع العقلاني. في سن الرابعة والعشرين، نشر ويبر مقاله الشهير «خطاب حول عدم مقاومة العدوان الهجومي». يشير هذا العنوان إلى أن الوسائل اللا عنفية لتحقيق الاستقامة الأخلاقية ضرورية لتشجيع حركة سياسية سلمية نحو التغيير. كان هذا العنوان بمثابة مقدمة لعدد من الاستراتيجيات اللاعنفية المتبعة في حركات الحقوق المدنية اللاحقة.